# Sông Bậu
Sông Bậu là một con sông đổ ra Sông Trung. Sông có chiều dài 36 km và diện tích lưu vực là 495 km². Sông Bậu chảy qua các tỉnh Thái Nguyên, Lạng Sơn.